# David Rohl
David M. Rohl (Manchester, 12 september 1950) is een Engels muziekproducent en egyptoloog.

## Biografie
Zijn voorliefde voor de geschiedenis van het oude Egypte begon op negenjarige leeftijd, toen hij een boottocht beleefde op de Nijl op een boot van koning Faroek van Egypte. Zijn jeugd was er echter debet aan dat hij zich ook bezighield met muziek en zo richtte hij eind 1967 of begin 1968 de band "The Sign of Life" op. De band bracht het tot een optreden in de Battersea Town Hall op 29 september 1968, maar andere wapenfeiten zijn onbekend. "The Sign of Life" gaat over in "Ankh", genoemd naar het symbool. De band mag een aantal demos opnemen in de Strawberry Studio Stockport, waarvan Eric Stewart gedeeltelijk eigenaar is. Vertigo Records is in eerste instantie geïnteresseerd, maar laat de band hun opnamen niet afmaken; ze verdwijnen op de plank.
Rohl ging zich vervolgens verdiepen in de fotografie aan het Manchester College of Art en kwam zo in contact met de Moody Blues. Hij fotografeerde ze onder meer voor het album A Question of Balance. Er kwam wederom een draai in zijn leven; samen met 10cc-zanger Eric Stewart stichtte hij een nieuwe geluidsstudio in Stockport. Deze studio, genaamd Camel Studio, trok musici aan in de gedaante van Tony Cresswell, Vic Emerson, John Stimpson en Ashley Mulford (beide uit Friends). Met toevoeging van zanger David Durant was de Mandalaband geboren. Chrysalis Records zag wel wat in de band. Er volgde een conceptalbum Mandalaband I (de I werd pas later toegevoegd). Mandalaband ging ook op treden, eerst op 31 januari 1975, maar al speodig als voorprogramma van Robin Trower (toevallig ook onder contract bij Chrysalis). Het succes was niet groot en Chrysalis besloot dat Rohl het over een andere boeg moest gooien. De musici gingen met Paul Young verder onder de naam Sad Café, die wel een album opnam, maar Chrysalis was niet tevreden en verkocht de rechten door aan RCA Victor. Rohl ging weer in de geluidsstudio werken en kwam zo in contact met Marc Bolan, Thin Lizzy en Barclay James Harvest.
In 1976 kocht Rohl Stewarts deel van de Strawberry Studio op en zat achter de knoppen bij albums van BJH, Maddy Prior, Tim Hart en Roy Hill (later Strawbs). Chrysalis bleef Rohl wel steunen in zijn muzikale escapades en beide kwamen overeen een driedelige serie uit te brengen. Het eerste resultaat was The eye of Wendor wederom onder de naam Mandalaband. Deelnemende musici waren afkomstig uit de hierboven genoemde muziekgroepen. Het werd geen succes en Chrysalis zag af van het voortzetten van de samenwerking.
Ondertussen werden de albums van de Mandalaband gezocht. De uitvinding van de compact disc betekenden heruitgaven, die alweer snel uitverkocht waren. In 2009 begin Rohl aan het remasteren van de originele eerste twee albums en er kwam een deel 3: Mandalband III: BC Ancestors. In 2011 volgde het vierde deel: Mandalaband IV: BC Sangreal.

## Nieuwe Chronologie
Rohl verliet de muziekbusiness en stortte zich weer op de studie van de Egyptische geschiedenis. In 1985 werd hij de eerste voorzitter van Institute for the Study of Interdisciplinary Sciences (ISIS) en uitgever van het daarbij behorende Journal of the Ancient Chronology Forum. In 1988 trad hij toe tot de University College, London en ontving de W.F. Masom History Research Scholarship aan de Universiteit van Londen en kreeg een graad in Ancient History and Egyptology in 1990. Een afstudeerproject "A re-examination of the Chronology of the Third Intermediate Period in Egypt" kon hij niet afmaken vanwege andere werkzaamheden bestaande uit het schrijven van een boek en verplichtingen voor televisie. Hij vervulde allerlei functies binnen de egyptologische beweging en kwam in die hoedanigheid ook in Syrië alwaar hij deelnam in opgravingen. Zijn boek A test of time leidde tot een televisieserie, die in Engeland en de Verenigde Staten werd uitgezonden. Er volgden meer boeken.
David Rohl ontwikkelde hoofdzakelijk op eigen kracht een geheel nieuwe chronologie van het oude Midden Oosten. Deze chronologie behelst voornamelijk een revisie van de bestaande Egyptische chronologie in het bijzonder van de dateringen van de koningen van de Negentiende tot de Vijfentwintigste Dynastie. Hij heeft drie argumenten om de conventionele chronologie te herzien. Ten eerste betwist hij de interpretatie van de Papyrus Ebers en de Papyrus Leiden I.350. Maar zijn derde argument heeft het meest de aandacht getrokken. Hij stelt dat de identificatie van farao Shishaq, die in Koningen 11:40 en 14:25 wordt genoemd, met farao Shoshenq I onjuist is. Hij baseert zich hiervoor op de cartouches op de tempel van Karnak, die de plaats Jeruzalem niet vermelden, de stad die in Koningen juist nadrukkelijk wordt vermeld als eigenlijke doel van de farao. In plaats van Shoshenq stelt Rohl Ramses II voor als farao die de schatten uit het paleis van koning Rehabeam, waaronder de door Salomo gemaakte gouden schilden, wegvoerde.

## Oeuvre

### Videografie
- 1995: Pharaohs and Kings: A Biblical Quest,
- 2002: In Search of Eden.
- 2005: The Bible: Myth or Reality.

- Bibsys: 5100561
- Bibliothèque nationale de France: cb12531266n (data)
- Gemeinsame Normdatei: 121789152
- International Standard Name Identifier: 0000 0000 5837 5471
- Library of Congress Control Number: n95118803
- MusicBrainz: d207aa8a-21ba-47e4-acf4-cf73c664f83b
- Nationale Bibliotheek van Tsjechië: jo2015862625
- Nationale Bibliotheek van Israël: 987007267142005171
- Nationale Bibliotheek van Polen: a0000001114324
- Nederlandse Thesaurus van Auteursnamen: 156164396
- Système universitaire de documentation: 086909800
- Virtual International Authority File: 79117235
- WorldCat: E39PBJrRkykP77jqgm3cDF3CwC